# University of Memphis

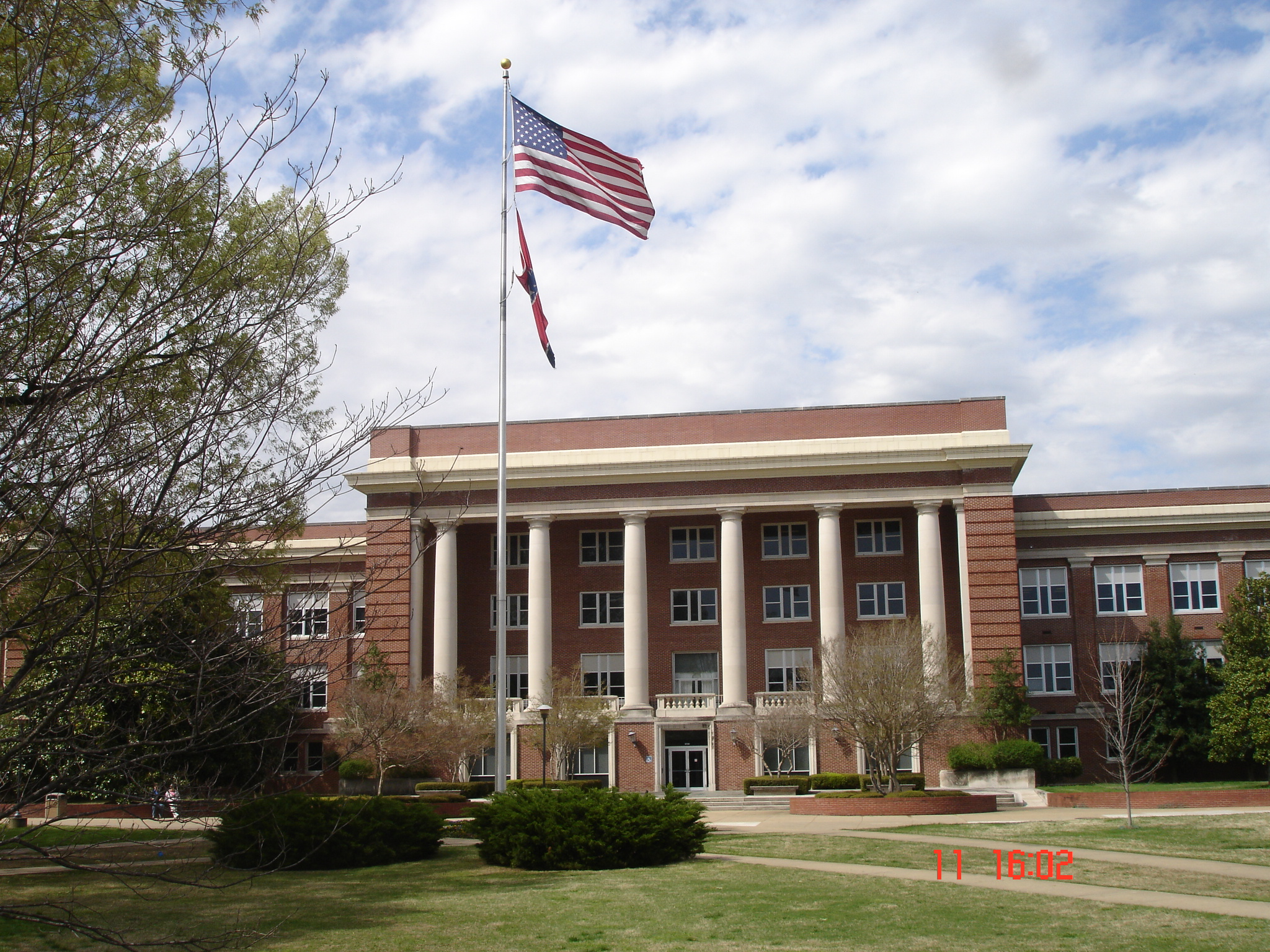
University of Memphis 2008.

University of Memphis är ett delstatsägt universitet i Memphis i delstaten Tennessee i USA. Den grundades 1912 som West Tennessee State Normal School. Den blev state college (delstatsägt college) 1941 och universitet 1957. Afroamerikaner var förbjudna att studera där fram till 1959.